# Derancistrus elegans
Derancistrus elegans is een keversoort uit de familie boktorren (Cerambycidae). De wetenschappelijke naam van de soort is voor het eerst geldig gepubliceerd in 1805 door Palisot de Beauvois.